# 羅馬尼夫卡 (伯沙德區)
48°16′1″N 29°40′26″E / 48.26694°N 29.67389°E
羅馬尼夫卡（烏克蘭語：Романівка），是烏克蘭的村落，位於該國西南部文尼察州，由海辛區負責管轄，始建於1550年，面積17.26平方公里，海拔高度200米，2001年人口374，人口密度每平方公里21.67人。